# Trollbäckens kyrka
Trollbäckens kyrka är en kyrkobyggnad i Trollbäcken. Den är församlingskyrka i Tyresö församling i Stockholms stift. Kyrkan ligger intill länsväg 260 i Tyresö kommun.

## Kyrkobyggnaden
Första kyrkan på platsen var en vandringskyrka av Oresjömodell som monterades upp 1975.
Nuvarande kyrka uppfördes 1992 efter ritningar av arkitekt Janne Feldt. Byggnaden består av en kyrka ihopbyggd med församlingslokaler. Väggarna är in- och utvändigt klädda med varmrött tegel. Det åttakantiga kyrkorummet har en öst-västlig orientering med kor och höga fönster i öster.

## Inventarier
- Korväggen har en utsmyckning gjord av Jonas Torstensson. Den består av tjockt, gjutet, blått glas. I mitten finns ett gyllene kors.
- Ett triumfkrucifix är snidat av Eva Spångberg.
- Stora delar av inredningen som altarbord, predikstol, dopfunt och stolar är gjorda av rödbok.

### Orgel
- 1970 byggde Emil Hammer Orgelbau, Hannover, Tyskland en orgel med 4 stämmor. Orgeln såldes 1976 till Dalabergskyrkan i Uddevalla. Orgeln står numera i Lane-Ryrs kyrka, Uddevalla.
- Den nuvarande orgeln byggdes 1981 av Walter Thür Orgelbyggen AB, Torshälla och är en mekanisk orgel.

| Huvudverk I   | Svällverk II      | Pedal      | Koppel |
| Rörflöjt 8'   | Gedackt 8´        | Subbas 16´ | I/P    |
| Principal 4'  | Koppelflöjt 4'    |            | II/P   |
| Waldflöjt 2'  | Principal 2'      |            | II/I   |
| Mixtur 2 chor | Nasat 1 1/3'      |            |        |
| Tremulant     | Tremulant         |            |        |
|               | Crescendosvällare |            |        |

### Webbkällor
- Tyresö församling